# Ferraz de Vasconcelos
Ferraz de Vasconcelos är en stad och kommun i Brasilien och ligger i delstaten São Paulo. Staden ingår i São Paulos storstadsområde och hade år 2014 cirka 182 000 invånare. Ferraz de Vasconcelos blev en egen kommun 1953 från att tidigare tillhört Poá.

## Administrativ indelning
Kommunen var år 2010 indelad i tre distrikt:
- Ferraz de Vasconcelos
- Santa Margarida Paulista
- Santo Antônio Paulista